# Olympische Jugend-Sommerspiele 2018/Teilnehmer (Irak)
| Gelbes Symbol für Goldmedaillen mit stilisierten Olympischen Ringen | Graues Symbol für Silbermedaillen mit stilisierten Olympischen Ringen | Braundes Symbol für Bronzemedaillen mit stilisierten Olympischen Ringen |
| ------------------------------------------------------------------- | --------------------------------------------------------------------- | ----------------------------------------------------------------------- |
| —                                                                   | —                                                                     | —                                                                       |

Die Jugend-Olympiamannschaft des Irak für die III. Olympischen Jugend-Sommerspiele vom 6. bis 18. Oktober 2018 in Buenos Aires (Argentinien) bestand aus 15 Athleten.

## Athleten nach Sportarten

### Fechten
Jungen
- Mahdi Mahbas
Säbel Einzel: 14. Platz

### Futsal
Jungen
- 5. Platz
- Layth Noori Sabeeh
- Abbas Abdulkareem Al-Rikabi
- Mohammed Ismael Dalfi
- Salim Kadhim Al-Darraji
- Mohammed Faeq Al-Iedani
- Hussein Sabri Al-Daray
- Ezzat Sabeeh Hussein
- Qusay Muntadher Alnahi
- Hadi Alaa Al-Idan
- Hussein Abdulrahman Al-Kinani

### Leichtathletik
Jungen
- Layth Hakim Albohaya
3000 m: 11. Platz
- Thulfiqar Hayder Al-Taie
Stabhochsprung: DNS

### Reiten
- In Shaallah Saad Hameed Hameed
Springen Einzel: 24. Platz
Springen Mannschaft: 6. Platz (im Team Asien)

### Schießen
Mädchen
- Fatimah Abbas
Luftpistole 10 m: 7. Platz
Mixed: 4. Platz (mit Jerome Son  Belgien)